# Рубцовщина (Добручинская волость)
Рубцовщина — деревня в Гдовском районе Псковской области России. Входит в состав Добручинской волости Гдовского района.
Расположена в 16 км к северу от Гдова и в 7 км к западу от волостного центра, деревни Добручи. В 1,5 км к западу — Чудское озеро.

## Население
Численность населения деревни на 2000 год составляла 10 человек, по переписи 2002 года — 22 человека.